# Harry A. Blackmun

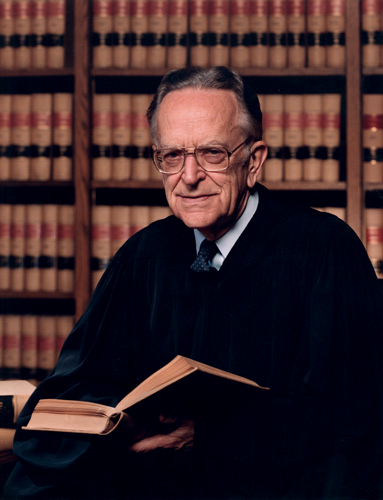
Harry Blackmun

Harry Andrew Blackmun (* 12. November 1908 in Nashville, Illinois; † 4. März 1999 in Arlington, Virginia) war ein US-amerikanischer Jurist und Richter am Obersten Gerichtshof der Vereinigten Staaten.

## Leben und Wirken
Harry Blackmun besuchte die Harvard University und erwarb dort 1929 den Bachelor of Arts, dem 1932 an der Harvard Law School der Bachelor of Laws folgte. Von 1934 bis 1950 war er als Rechtsanwalt in Minneapolis tätig; anschließend fungierte er bis 1959 als Firmenanwalt für die Mayo Clinic in Rochester.
Blackmun gehörte nach der Nominierung durch US-Präsident Dwight D. Eisenhower von 1959 bis 1970 dem Bundesberufungsgericht für den achten Gerichtskreis an. Er folgte dort auf John B. Sanborn, für den er in den 1930er-Jahren als juristische Hilfskraft (Law Clerk) gearbeitet hatte. Am 4. April 1970 wurde er von Präsident Richard Nixon als Nachfolger des zurückgetretenen Abe Fortas für den Supreme Court nominiert. Nixons vorherige Kandidaten Clement Haynsworth und G. Harrold Carswell, zwei konservative Bundesrichter aus den Südstaaten, waren bei der Abstimmung im Senat durchgefallen. Blackmun hingegen wurde mit 94:0 Stimmen bestätigt und erwies sich während seiner Amtszeit vom 9. Juni 1970 bis zum 3. August 1994 anfänglich als konservativer, später als ein eher liberaler Richter.
Sein historisches Verdienst wird darin gesehen, dass er der Verfasser der Mehrheitsmeinung in der bahnbrechenden Entscheidung in der Sache Roe v. Wade war, die Gesetze zur Beschränkung der Abtreibung in USA aufhob und Abtreibung als ein Verfassungsrecht erklärte. Das Oberste Gericht der Vereinigten Staaten befand mit sieben gegen zwei Stimmen, dass auch alle anderen staatlichen Regelungen, die ein Verbot der Abtreibung im ersten Schwangerschaftstrimester vorsahen, mit der amerikanischen Verfassung nicht vereinbar seien.
Blackmun verkündete im April 1994 seinen Rücktritt vom Obersten Gerichtshof. Als sein Nachfolger wurde Stephen Breyer nominiert. Blackmun erlitt am 22. Februar 1999 bei einem Sturz eine Hüftfraktur und starb zehn Tage darauf durch Komplikationen, die bei der folgenden Operation aufgetreten waren. Seine letzte Ruhestätte ist der Nationalfriedhof Arlington.
Als bislang einziger Richter am Obersten Gerichtshof wirkte Harry Blackmun als Schauspieler in einem Kinofilm mit. In Amistad, einem 1997 entstandenen Historiendrama über die Amistad-Prozesse, stellte er Joseph Story dar, einen seiner Vorgänger am Supreme Court.